# Mohammed Msaad
Mohammed Msaad (* 4. März 2004) ist ein marokkanischer Leichtathlet, der sich auf den Hindernislauf spezialisiert hat.

## Sportliche Laufbahn
Erste internationale Erfahrungen sammelte Mohammed Msaad im Jahr 2023, als er bei den erstmals ausgetragenen Arabischen-U23-Meisterschaften in Radès in 8:35,22 min die Silbermedaille über 3000 m Hindernis hinter seinem Landsmann Salaheddine Ben Yazide gewann. Anschließend siegte er in 8:33,40 min bei den Arabischen Meisterschaften in Marrakesch und schied dann bei den Weltmeisterschaften in Budapest mit 8:22,95 min im Vorlauf aus. 

## Persönliche Bestleistungen
- 3000 m Hindernis: 8:16,18 min, 28. Mai 2023 in Rabat